# قراول‌خانه
برای روستایی به این نام قراول‌خانه (دشتستان) را ببینید.

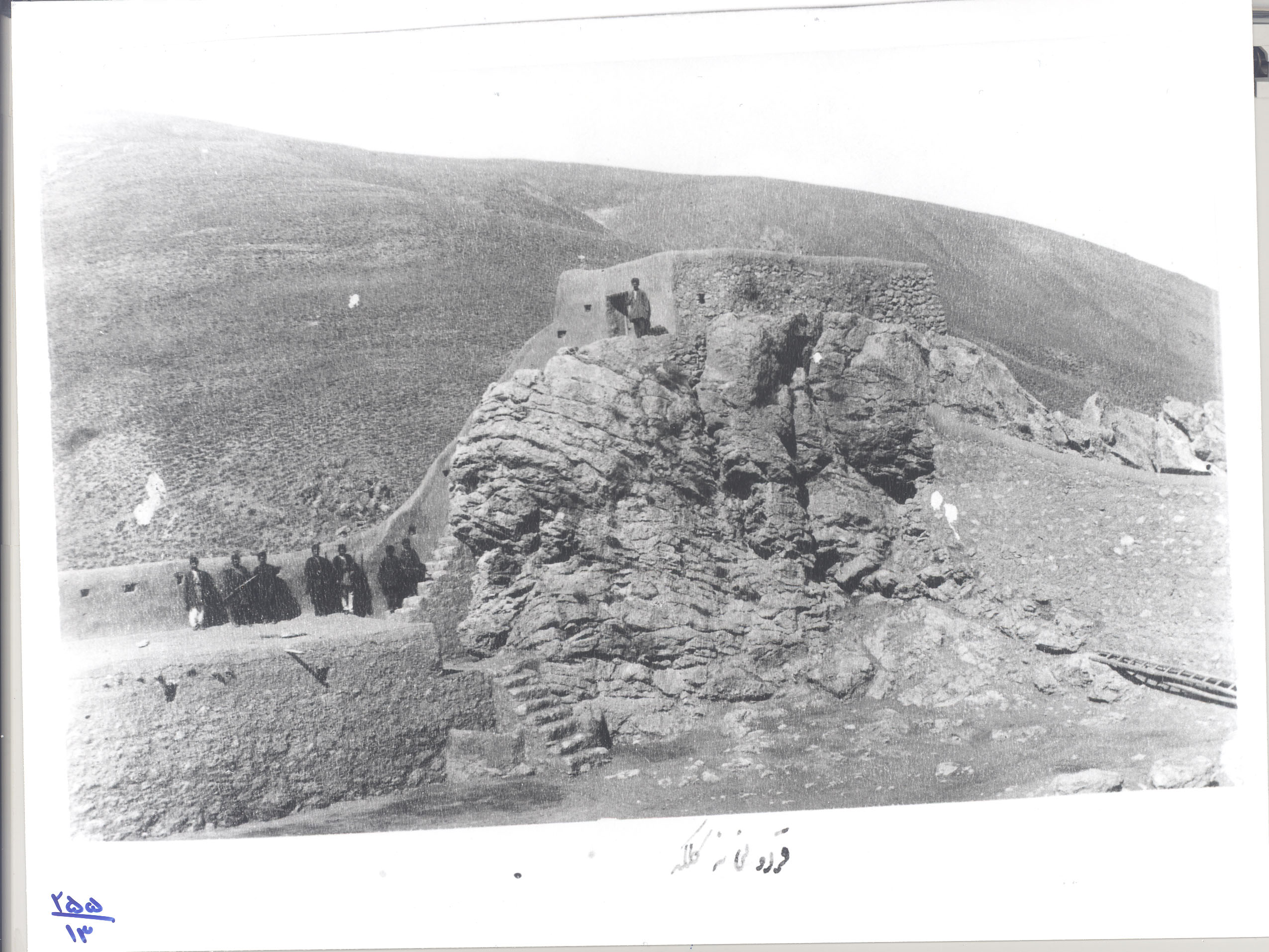
قراولخانهٔ کلکه در دورهٔ قاجار

در ساختمان‌های تاریخی ایران، به‌ویژه در قلعه‌ها، ارگ‌ها و برج‌ها بخشی بوده به نام قَراوُل‌خانه.
قراول‌خانه معمولاً کاربردهای گوناگونی داشته، از جمله:
- محل استراحت قراول‌ها و انبار اسلحهٔ آنها بوده که به‌عنوان پادگان برای محافظت مناطق عمل می‌کرده‌است.
- جایگاه نگه‌داری و توقف ارابه‌ها و اسب‌های سلطنتی و نجبا بوده‌است.
- کلبهٔ مختصری بوده که در سر راه‌های ورودی به شهر برای اخذ عوارض از افرادی که محصولات کشاورزی وارد می‌کردند، گرفته می‌شد. در هر قراول‌خانه دو نفر مأمور دولت از ادارهٔ دارایی، شب و روز کشیک می‌دادند تا عوارض لازم وصول گردد.